# Taurignan-Vieux
Taurignan-Vieux é uma comuna francesa na região administrativa de Occitânia, no departamento de Ariège. Estende-se por uma área de 5,86 km². Em 2010 a comuna tinha 215 habitantes (densidade: 36,7 hab./km²).